# Opsaridium loveridgii
Opsaridium loveridgii är en fiskart som först beskrevs av Norman 1922.  Opsaridium loveridgii ingår i släktet Opsaridium och familjen karpfiskar. IUCN kategoriserar arten globalt som livskraftig. Inga underarter finns listade i Catalogue of Life.